# Rosny Smarth
Rosny Smarth (ur. 19 października 1940 w Cavaillon, zm. 15 stycznia 2025 w Port-au-Prince) – haitański polityk, agronom, nauczyciel akademicki, premier Haiti w latach 1996–1997.
Studiował ekonomię na Uniwersytecie w Port-au-Prince, ukończył agronomię na chilijskim Uniwersytecie w Santiago. Od 1967 był dyrektorem Chilijskiego Instytutu Rozwoju Rolnictwa, od 1973 działał w komitecie powołanym przez Salvadora Allende ds. reform własności ziemi. W 1975 uzyskał tytuł profesora na Uniwersytecie Chapingo w Meksyku. Od 1977 pracował jako ekspert ONZ w Meksyku, od 1978 jako doradca meksykańskiego ministerstwa koordynacji regionalnej. Od 1991 do 1994 był doradcą haitańskiego ministra rolnictwa. Działał także jako członek krajowej organizacji wrestlingu.
Został członkiem Politycznej Organizacja Lavalas, skupionej wokół prezydenta René Prévala i mającej od 1995 większość w parlamencie. Od 27 lutego 1996 sprawował funkcję premiera po odwołaniu Claudette Werleigh. Zrezygnował z funkcji 9 czerwca 1997 wskutek konfliktu z prezydentem, którego posądzał o sfałszowanie wyborów; pełnił ją jeszcze do października. Ze względu na impas polityczny jego następca nie był powoływany na stanowisko aż do 1999 roku.